# Бит-стрит
«Бит-стрит» (англ. Beat Street) — американский музыкальный фильм-драма 1984 года режиссёра Стэна Лэтэна. В фильме показано время, когда хип-хоп только начал проявлять себя, как полноценный музыкальный жанр.
Частично фильм основан на документальном фильме о граффити «Войны стилей» 1983 года. «Бит-стрит» был показан во внеконкурсной программе на Каннском кинофестивале 1984 года.
Фильм оказал большое влияние на зарождение хип-хопа в Германии, притом не только Западной, но и Восточной.

## Сюжет
Фильм рассказывает о компании друзей из южного Бронкса, это Кенни «Дабл Кей» Киркланд — начинающий диджей и эмси, его младший брат Ли — танцор брейк-данса, «Рамо» Рамон — художник граффити и Чолли, парень мнящий себя музыкальным менеджером.
История начинается с того, что главные герои устраивают вечеринку в заброшенном здании, которую ведёт Дабл Кей. На следующий день Чолли где-то достаёт пригласительные в клуб Рокси, куда друзья и отправляется. Там на брейк-танец юного Ли Киркланда обращает внимание студентка музыкального колледжа Трейси Карлсон и приглашает того прийти в колледж на прослушивание. Друзья отправляются в колледж, где Ли танцует для всех артистов и его снимают на видео. Затем его старший брат узнаёт, что Ли никто не собирался брать ни в какую постановку, так как он не ученик колледжа. Рамон забирает кассету и вся компания покидает репетицию.
Через некоторое время Трейси приходит домой к Киркландам, чтобы извиниться перед Ли, но не застаёт того дома. Она объясняет его брату, что никого не обманывала и не обещала, что Ли возьмут в постановку или на телевидение. Затем она начинает интересоваться тем, как Кенни микширует музыку и они находят общий язык на этой почве, так как Трейси тоже пишет музыку. Она приглашает Кенни прийти к ним в колледж и посочинять там на хорошем оборудовании. Кенни рассказывает ей, что вообще-то он знает, где сейчас находится Ли и может отвести её туда. Кенни отводит Трейси на закрытую станцию метро, где в этот момент Ли, Рамон и Луис рисуют граффити. Через некоторое время их пугает подозрительный шум и они, решая, что это полиция, сбегают. Однако, это оказывается некто Спит. Он занимается тем, что рисует свои тэги поверх чужих граффити. Вся компания отправляется по домам, кроме Кенни и Трейси, которые проводят вечер гуляя по городу.
Диджей Кул Герк, играющий в одном из местных клубов, неожиданно повреждает руку и некоторое время не может миксовать. Чолли в это время смог подсуетиться и пристроил на его место Кенни. Вообще Чолли считает, что может устроить Кенни ещё выше, прямо в Рокси. Он договаривается с людьми из Рокси, что те придут и послушают, как Кенни работает в клубе. Те действительно приходят и им нравится, то что они там слышат. Они приглашают Кенни вести новогоднюю вечеринку в Рокси.
В это время проблемы у Рамона. У него есть подруга у которой от него сын. Она хочет жить с Рамоном вместе, как полноценная семья. Рамон же не может жить у неё, так как его там достаёт тёща и в то же время не может взять Кармен к себе, так как живёт с отцом в стеснённых условиях. Что-то снять он также не может, потому что даже не работает и всё время лишь рисует граффити. Друзья помогают Рамону и его подруге обустроиться в заброшенном доме.
В районе появляется новый белоснежный состав поезда метро. Рамон видит в нём прекрасный холст и загорается идеей обязательно нарисовать на нём большую граффити-картину. Рамон и Кенни находят этот состав в подземельях метро и принимаются за работу. В это время они встречают того самого Спита, который портит их только что нарисованную картину своими тэгами. Рамон отправляется за ним в погоню по тоннелю метро. Ему удаётся догнать Спита на станции. Завязывается драка, во время которой они случайно падают на электрическое оборудование путей и мгновенно погибают.
Шокированный этим событием Кенни отказывается выступать на Новый Год в Рокси. Трейси и Чолли удаётся переубедить его, но Кенни решает изменить свою программу. Он будет делать большое представление в память о Рамоне — уличном художнике. Кенни собирается собрать всех: брейкеров, исполнителей из музыкального колледжа Трейси, а также местных музыкантов, в том числе и госпел-хор.

## В ролях
- Гай Дэвис — Кенни «Дабл Кей» Киркланд
- Роберт Тейлор — Ли Киркланд
- Джон Чардиет — «Рамо» Рамон
- Леон Грант — Чолли
- Рэй Дон Чонг — Трейси Карлсон
- Сандра Сантьяго — Кармен Карраро
- Мэри Элис — Кора Киркланд
- Шон Эллиотт — Доминго
- Джим Боррелли — Монте
- Дин Эллиотт — Генри
- Фрэнк Рейс — Луис
- Тоня Пинкинс — Анжела
- Ли Чамберлен — Алисия
- Дуэйн Джонс — Роберт
- Afrika Bambaataa & Soulsonic Force — играют себя
- Даг Фрэш — играет себя
- Кул Герк — играет себя
- Мелл Мэл — играет себя

## Саундтрек
Саундтрек вышел в том же году, что и фильм на лейбле Atlantic на двух пластинках (изначально планировалось три). Получил золотую сертификацию (продано более полумиллиона копий).

## Рецензии
На сайте Rotten Tomatoes фильм имеет 50 % свежести на основании 6 рецензий.